# Walewein
Le Walewein, ou Roman van Walewein, est un poème en moyen néerlandais du milieu du XIIIe siècle se rattachant au cycle arthurien. Atteignant presque douze milles vers, l’œuvre rédigée par Penninc et Pieter Vostaert raconte la recherche de l’Échiquier planant par le chevalier Gauvain. La principale source d’inspiration de l’œuvre est un conte de fée faisant partie du type Aarne-Thompson 550 et apparenté à L’Oiseau d’or. Le conte a été transformé en roman de chevalerie en y ajoutant des éléments provenant notamment de Lancelot-Graal et de la Continuation-Perceval. Toutefois, alors que le Gauvain de tradition française possède des défauts, Walewein est l’incarnation parfaite de l’idéal chevaleresque.